# Ann Bannon
Ann Bannon (pseudônimo de Ann Weldy, nascida em 15 de setembro de 1932, em Joliet, Illinois) é uma autora americana que escreveu seis livros de ficção lésbica conhecidos em conjunto como The Beebo Brinker Chronicles, entre 1957 e 1962. A popularidade duradoura dos livros e o impacto na identidade lésbica valeram-lhe o título de "Rainha da Pulp Fiction Lésbica". Bannon era uma jovem dona de casa que tentava resolver suas próprias questões de sexualidade quando teve inspiração para escrever seu primeiro romance. Seus livros subsequentes apresentam quatro personagens que reaparecem ao longo da série, incluindo sua heroína homônima, Beebo Brinker, que passou a incorporar o arquétipo de uma lésbica masculina. A maioria de seus personagens refletem pessoas que ela conhecia, mas suas histórias refletem uma vida que ela sentia que não era capaz de viver. Apesar de sua educação tradicional e de seu papel na vida de casada, seus livros desafiaram as convenções em histórias de romance da época, bem como as representações existentes de lésbicas, ao abordar relacionamentos homossexuais complexos.
Seus livros moldaram a identidade lésbica tanto para lésbicas quanto para heterossexuais, mas Bannon  não tinha consciência de seu impacto. Ela parou de escrever em 1962. Mais tarde, completou um doutorado em linguística e seguiu uma carreira acadêmica. Ela permaneceu em um casamento difícil por 27 anos e, ao se separar do marido na década de 1980, ficou surpresa ao saber de sua influência na sociedade com a republicação de seus livros. Eles foram lançados novamente entre 2001 e 2003 e foram adaptados como uma produção off-Broadway premiada. Seus livros são utilizados em cursos de estudos sobre mulheres e LGBT e Bannon recebeu vários prêmios por ser pioneira na literatura lésbica e gay. Ela foi descrita como "a principal representação ficcional da vida lésbica nos Estados Unidos nos anos cinquenta e sessenta", e foi dito que seus livros "estão na estante de quase todas as lésbicas".

## Primeiros anos
Ann Bannon nasceu em Joliet, Illinois, em 1932. Ela era filha única do primeiro casamento de sua mãe. Sua mãe se casou novamente e teve um filho com seu segundo marido. Sua mãe se casou pela terceira vez e teve mais quatro filhos.
Bannon cresceu na vizinhança de Hinsdale com a mãe e o padrasto e tinha a responsabilidade de cuidar de quatro irmãos devido aos problemas financeiros da família. Ela se consolou com uma vida imaginária vibrante durante esse período e encontrou alívio na escrita. Ao crescer, ela foi cercada de música, principalmente jazz, já que sua família organizava pequenos recitais para amigos e vizinhos. Um dos vizinhos se tornou um personagem em seus livros: um solteiro perene chamado Jack, que contava piadas para o público.

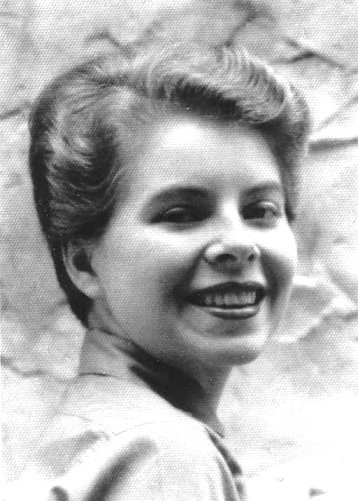
Bannon em 1955, quando Odd Girl Out estava sendo finalizado

Na Universidade de Illinois em Urbana – Champaign, ela pertencia à irmandade Kappa Kappa Gamma, onde fez amizade com uma linda colega mais velha da irmandade, "a mais bonita que eu já vi", bastante popular entre homens e mulheres. Bannon testemunhou a paixão descarada de uma colega mais nova da irmandade pela colega mais velha. Ela lembra que foi uma situação embaraçosa, embora a colega mais velha tenha sido “infalivelmente gentil” com a mais nova. Ao reconhecer as atrações da mulher mais jovem, Bannon começou a suspeitar de sua própria sexualidade. Ela disse: "Eu vi muito disso acontecendo e não sabia o que pensar. Nem sei como dizer - fiquei absolutamente consumida por isso, foi uma coisa extraordinária." Outra colega da irmandade chamava a atenção por seu físico, muito alta - quase 1,8m (6 pés), com uma voz rouca e um apelido de menino, que Bannon imaginou ser uma mistura de Johnny Weissmuller e Ingrid Bergman. Ela se lembra de ter entrado no banheiro comunitário e visto a colega, "nós duas de cueca, sofrendo uma espécie de choque elétrico", e tentar não olhar para ela. Em 1954, ela se formou em francês e logo se casou com um engenheiro treze anos mais velho, cujo trabalho os fazia mudar de cidade com frequência.
Bannon tinha 22 anos quando começou a escrever seu primeiro romance. Ela foi influenciada pelos únicos romances lésbicos que leu, "The Well of Loneliness" de Radclyffe Hall de 1928 e "Spring Fire" de Vin Packer de 1952, embora de duas maneiras diferentes: ela foi incapaz de se relacionar com os tons sombrios do romance de Hall e, como integrante da irmandade, estava mais familiarizada com o enredo e as circunstâncias de Spring Fire. Bannon disse: "Ambos os livros me obcecaram completamente durante quase dois anos." Embora recém casada e prestes a ter dois filhos, ela percebeu que os livros tocaram sua vida e reconheceu em si mesma emoções que a compeliram a escrever. No início do casamento, ela ficava bastante sozinha e dizia: "Eu estava meio desesperada para colocar no papel algumas das coisas que vinham me consumindo há muito tempo". Enviou seu primeiro manuscrito para Marijane Meaker (nome verdadeiro de Packer), que a convidou para ir a Nova York para discutir o manuscrito com seu editor na Gold Medal Books; Bannon disse que seu marido "só a deixou ir porque descobriu que havia um hotel para mulheres chamado Barbizon".